# Капустине (Звенигородський район)
Капу́стине — село в Україні, у Звенигородському районі Черкаської області, 3 км від станції Іскрене. У селі мешкає 668 людей. Орган місцевого самоврядування — Шполянська міська громада.

## Географія
Селом протікає річка Киселіва.

## Історія
Капустине є одним з найдавніших населених пунктів на території південної частини сучасної Черкаської області.
У першій половині січня 1654 року для приведення до присяги володарю царю та великому князю Олексію Михайловичу брацлавського полку, серед інших городів і у Капустини Долини, був посланий князь Федір Барятинський.
У городі Капустини Долини присягу склали: 1 сотенний отаман, 1 сотенний осавул, 206 козаків, 88 міщан.
Зокрема, укріплення Капустина Долина, розташоване в болотистій місцевості, згадується в записах турецького мандрівника Евлія Челебі, зроблених під час татарського рейду 1657 року та військового походу 1666 року.
7 лютого 1944 року на схід від Капустиного в урочищі Гнилець відбувся розвідувальний вихід бійців взводу пішої розвідки 217-го гвардійського стрілецького полку 80-ї гвардійської стрілецької дивізії. Захоплений "язик" був успішно доставлений на командний пункт полку. Учасників виходу нагородили медалями "За відвагу".[джерело?]

## Населення
За даними перепису населення 2001 року у селі проживали 668 осіб.
Рідною мовою назвали:
| Мова       | Кількість осіб | Відсоток |
| ---------- | -------------- | -------- |
| українська | 648            | 97,01 %  |
| російська  | 12             | 1,80 %   |
| молдовська | 5              | 0,75 %   |
| білоруська | 2              | 0,30 %   |
| польська   | 1              | 0,15 %   |